# 开源街道 (大同市)
开源街道是中华人民共和国山西省大同市平城区下辖的一个街道。

## 建置沿革
- 2021年3月，设立开源街道。以原向阳里街道的民和民富、民谐、民泰、民康、民悦、民嘉、民华、民安9个社区居委会，马军营乡的西河河村委会的行政区域为开源街道的行政区域。[2]
- 2021年6月9日，成立2个社区（民德、民懋），同时按照人口和面积科学合理划分社区管理服务区域。[3]

## 行政区划
开源街道下辖民和民富、民谐、民泰、民康、民悦、民嘉、民华、民安9个社区居委会和西河村委会。
2021年6月9日开源街道优化调整后设1个村（西河河村）11个社区（民和、民富、民谐、民泰、民康、民悦、民嘉、民华、民安、民德、民懋）。